# Хасавюрт
Хасавю́рт (на руски: Хасавюрт; на аварски: Хасавюрт) е град в Русия, Република Дагестан, административен център на Хасавюртски район.
Разположен е на десния бряг на река Яриксу (Ярыксу) в западната част на Централен Дагестан. Населението на града е 135 329 души (1 януари 2014), главно аварци, чеченци, кумики.
Хасавюрт е основан като военно укрепление през 1846 г. Преминава към гражданско управление от 1867 г. Получава статут на град през 1931 г.
Близо 700 души участват в т.нар. чечено-лакски конфликт (29 септември – 3 октомври 1964), породен от преселване на лакци на чеченски земи. Оръжие не е използвано, убити и ранени няма.
В края на август 1996 г. лидерът на чеченските въстаници Аслан Масхадов и секретарят на Съвета за сигурност на Русия Александър Лебед подписват в Хасавюрт т.нар. Хасавюртски договорености за прекратяване на бойните действия в Чечня и поетапно извеждане от там на руските войски.